# Kořenec
Kořenec (německy Korschenetz, Kurzenetz) je obec v okrese Blansko v Jihomoravském kraji. Žije zde 372 obyvatel.

## Název
Základem názvu vesnice bylo přídavné jméno kořenný. Název označoval místo vyznačující se mnoha kořeny (například jako pozůstatek mýcení pro získání zemědělské půdy).

## Historie
První písemná zmínka o obci pochází z roku 1490, kdy se hlásila k šebetovskému panství. K roku 1536 je obec zaznamenána v olomouckých knihách půhonných a nálezových (ze vsi Korzencze).

## Přírodní poměry
Severozápadní hranici katastru obce tvoří říčka Bělá, která se zde stáčí ze západního na jižní směr a celou obec obepíná svým údolím. Protéká přírodní památkou Horní Bělá, která je součástí přírodního parku Řehořkovo Kořenecko, do nějž patří celé území obce.
Východně od obce se nachází třetí nejvyšší vrchol Drahanská vrchoviny Paprč s výškou 721 metrů.

## Obyvatelstvo
| Rok            | 1869 | 1880 | 1890 | 1900 | 1910 | 1921 | 1930 | 1950 | 1961 | 1970 | 1980 | 1991 | 2001 | 2011 | 2021 |
| -------------- | ---- | ---- | ---- | ---- | ---- | ---- | ---- | ---- | ---- | ---- | ---- | ---- | ---- | ---- | ---- |
| Počet obyvatel | 859  | 814  | 838  | 803  | 774  | 770  | 718  | 619  | 584  | 512  | 409  | 305  | 316  | 337  | 338  |
| Počet domů     | 129  | 145  | 127  | 130  | 132  | 137  | 138  | 151  | 143  | 142  | 115  | 101  | 154  | 161  | 192  |

## Obecní správa

### Obecní symboly
Znak a vlajka byly obci uděleny rozhodnutím předsedy Poslanecké sněmovny Parlamentu České republiky dne 11. května 2001.

## Pamětihodnosti
- Větrný mlýn – kulturní a technická památka pocházející z roku 1886, v dnešní době využívaný k rekreačním účelům.
- Zemědělský dvůr
- Muzeum Kořenec – č.p. 16

## Samospráva
Ve volebním období 2010 až 2014 byl starostou Miroslav Zemánek. Opětovně zvolen do této funkce byl rovněž na ustavujícím zasedání zastupitelstva v listopadu 2014.

## Galerie

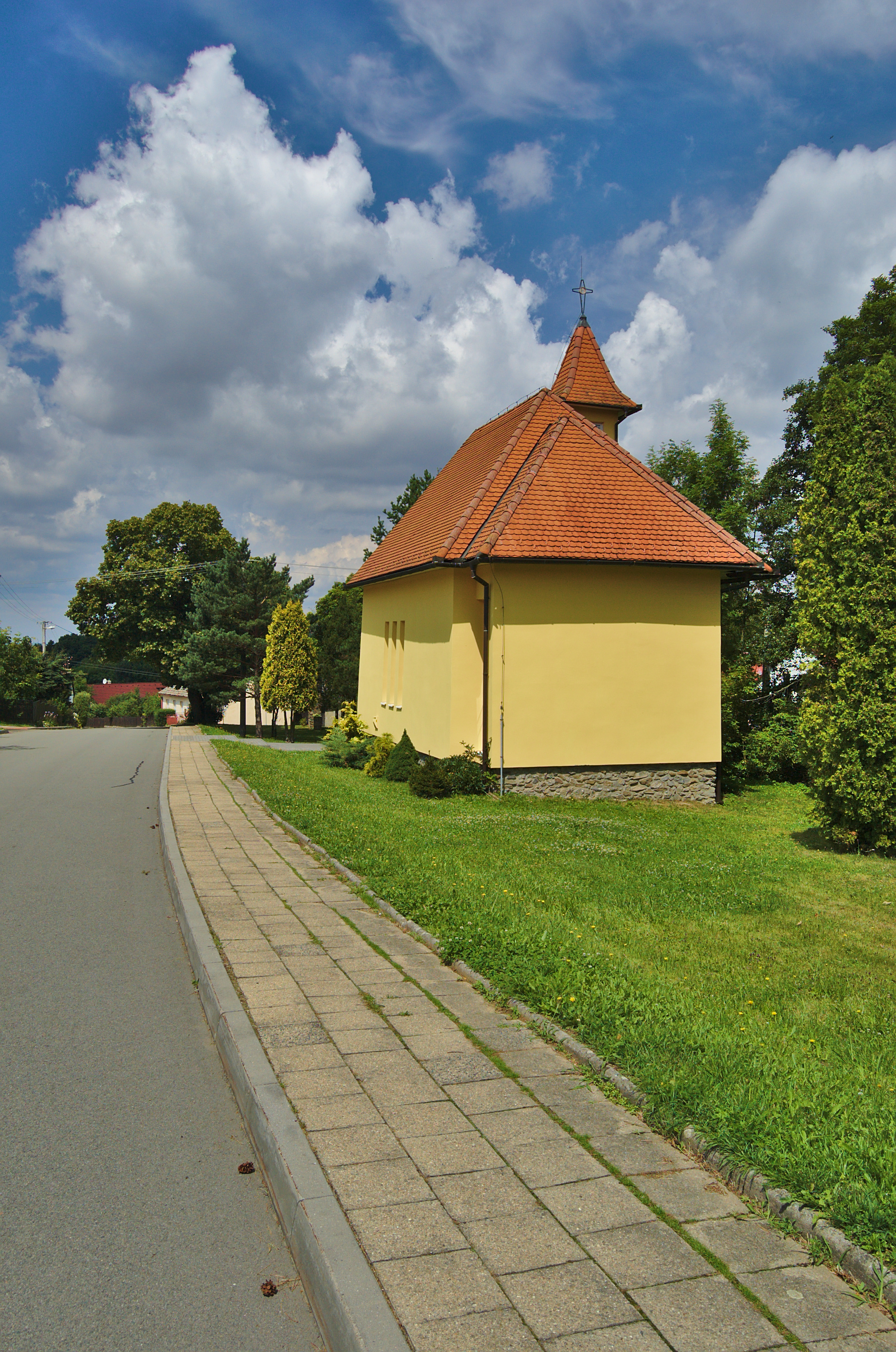
Kaple Panny Marie Fatimské
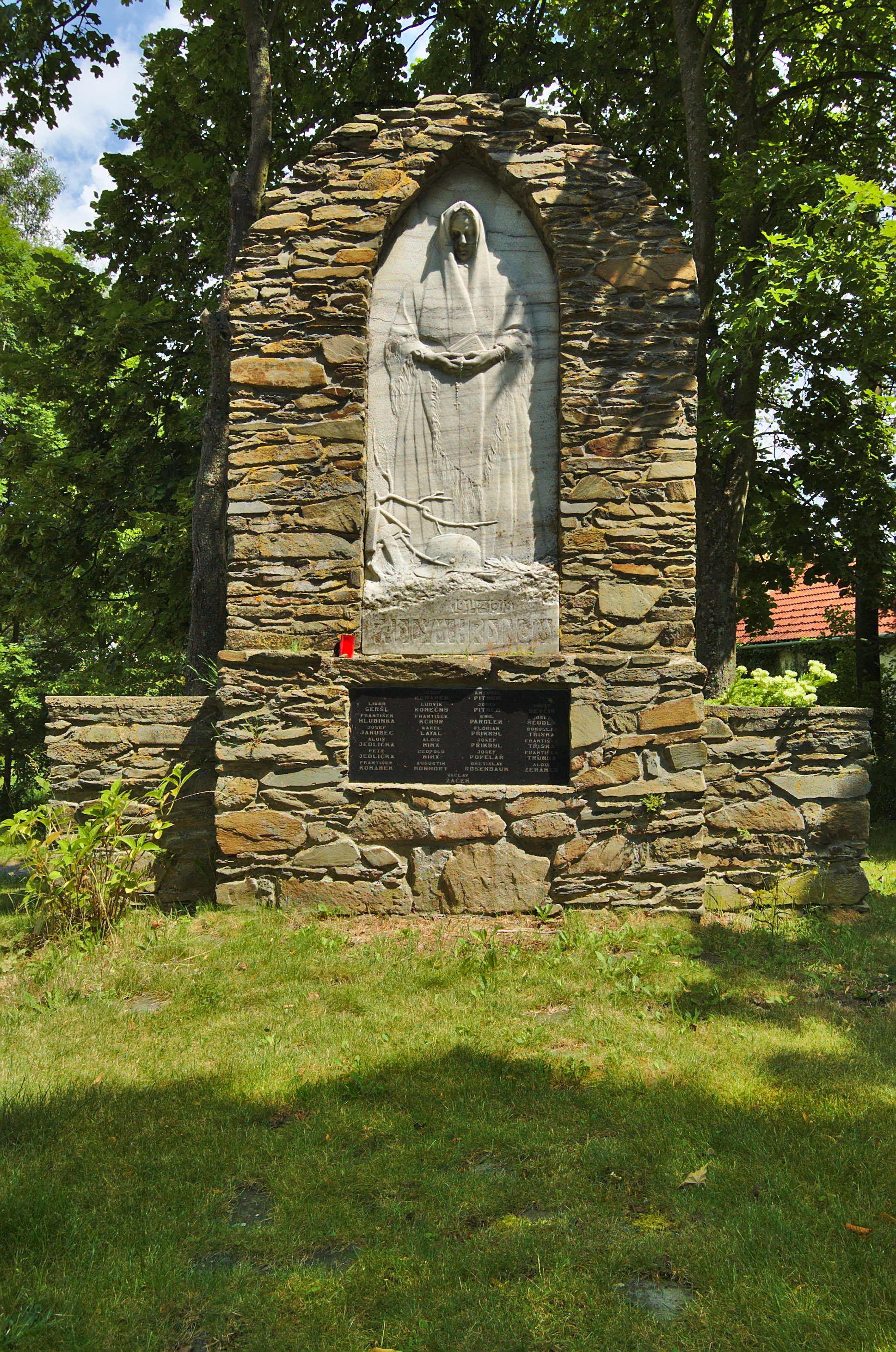
Památník obětem první světové války s reliéfem Panny Marie
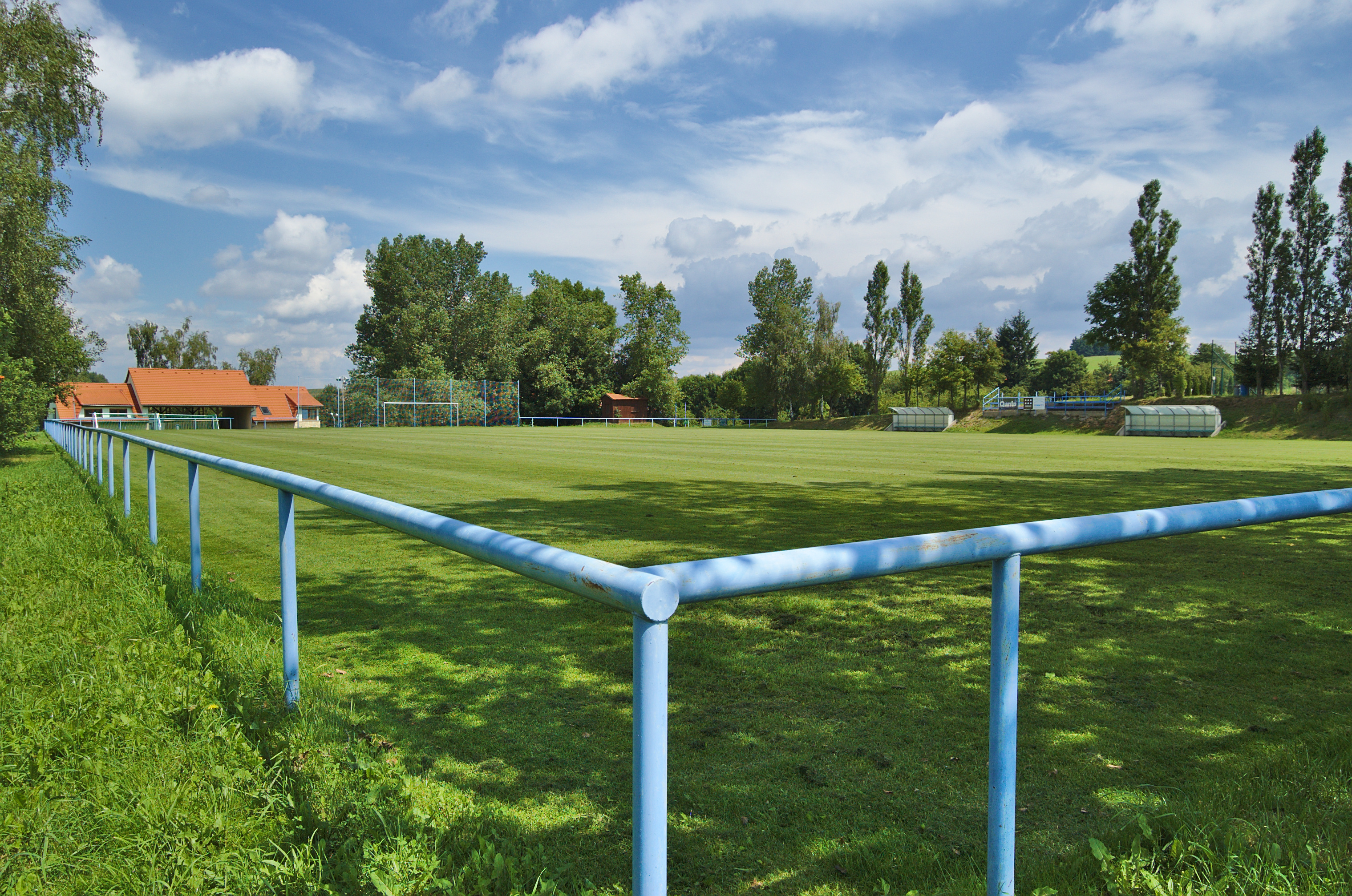
Fotbalové hřiště
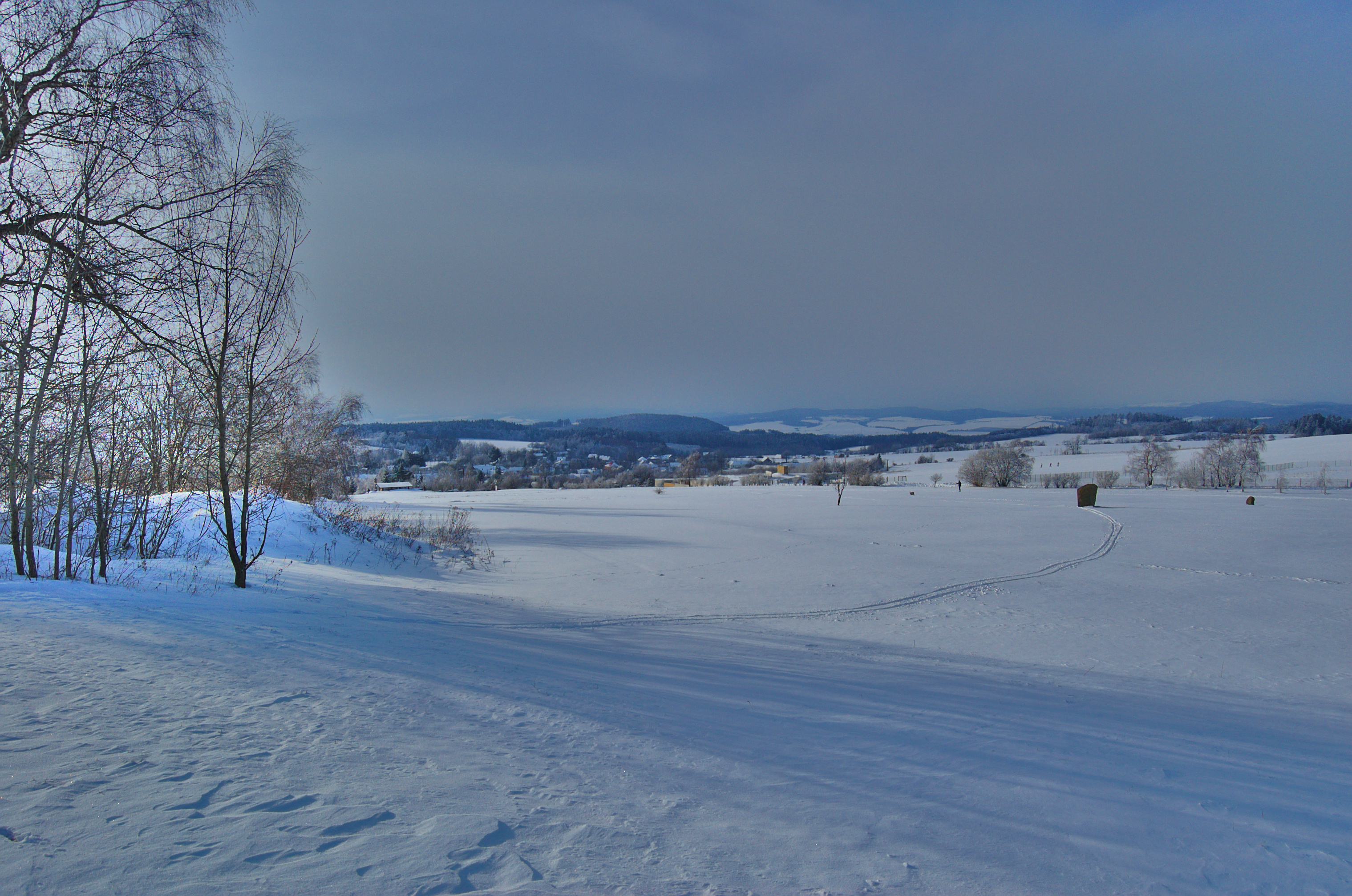
Výhled na obec z golfového hřiště
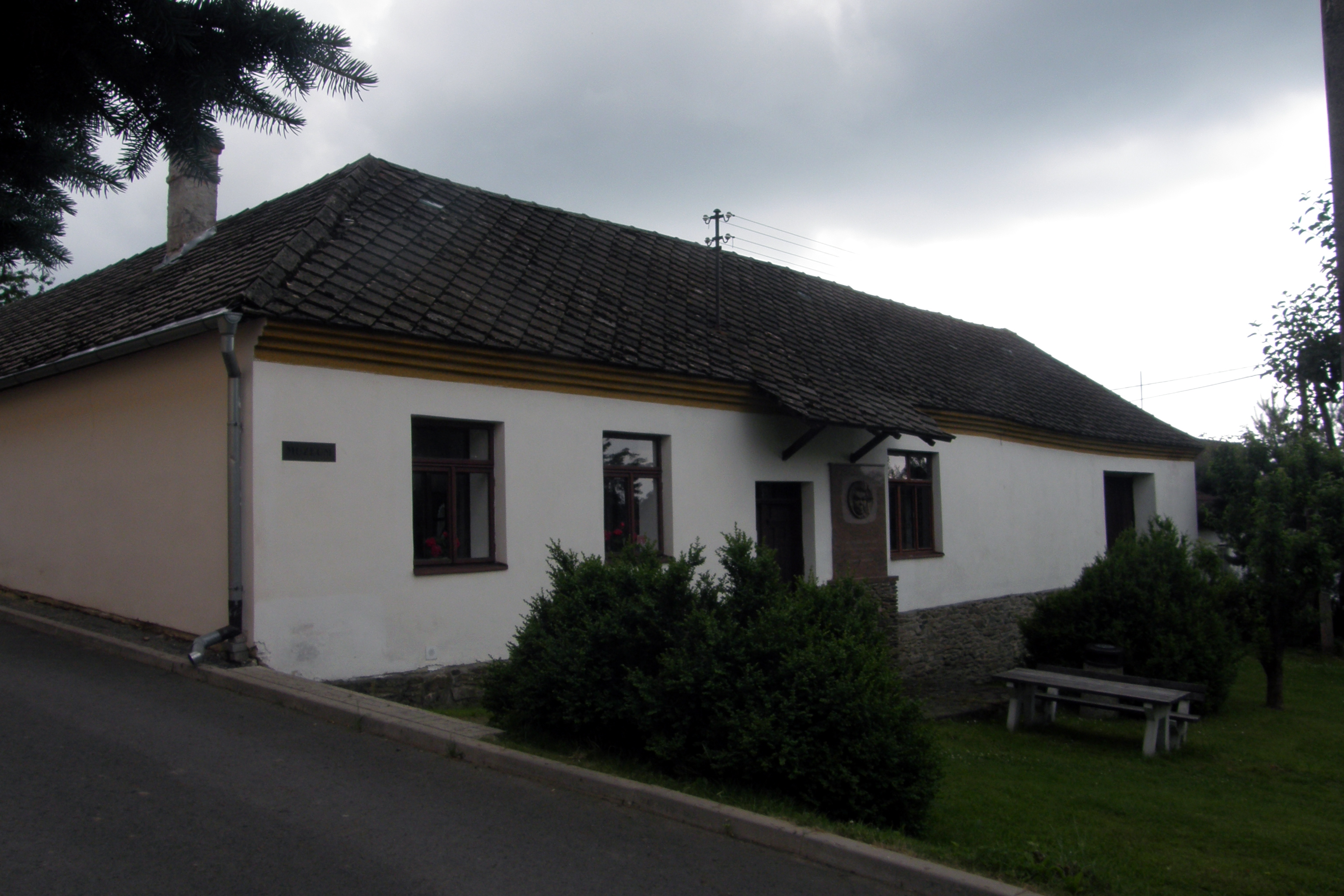
Muzeum
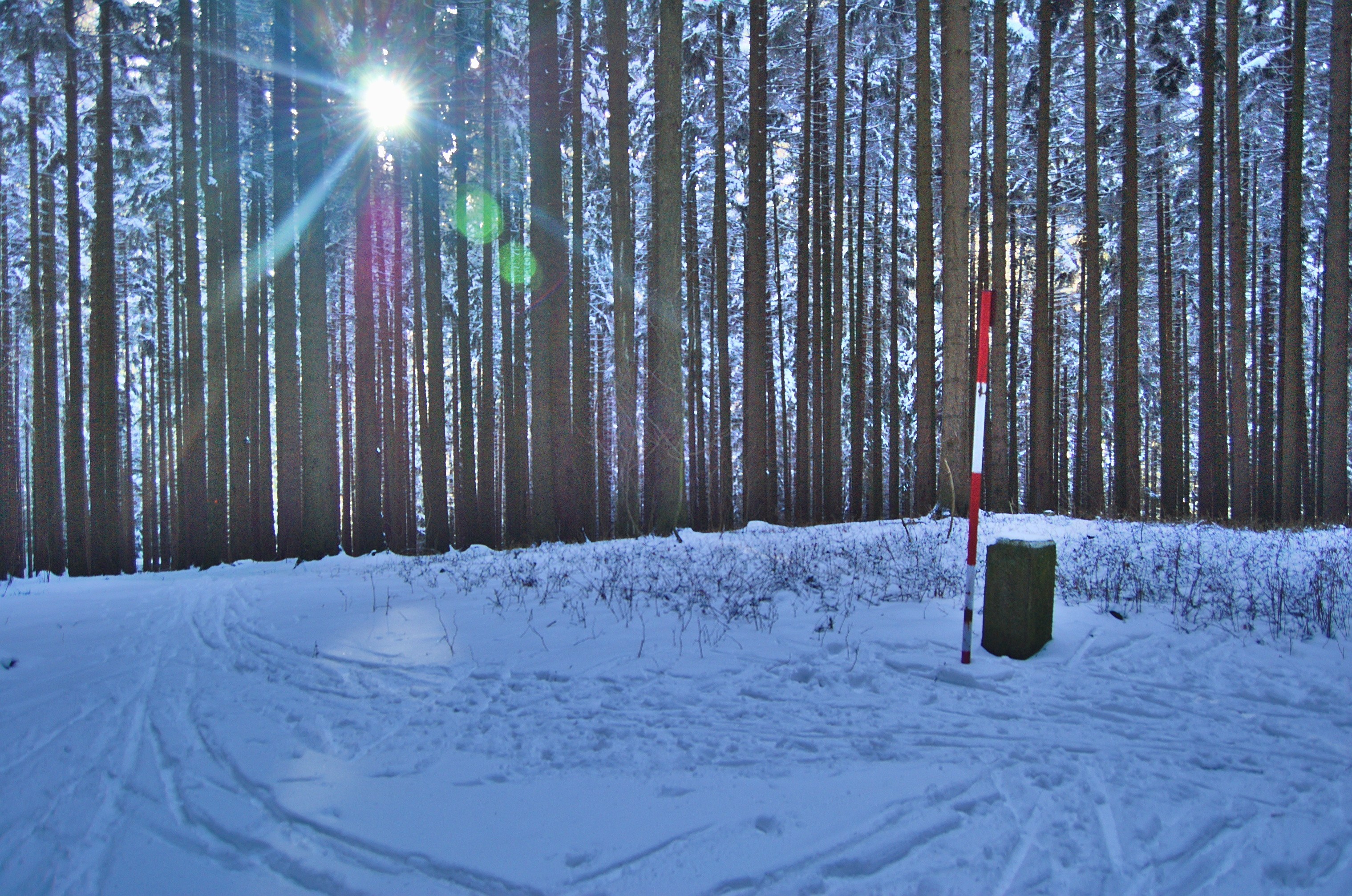
Vrchol Paprč ležíčí kousek na východ od obce
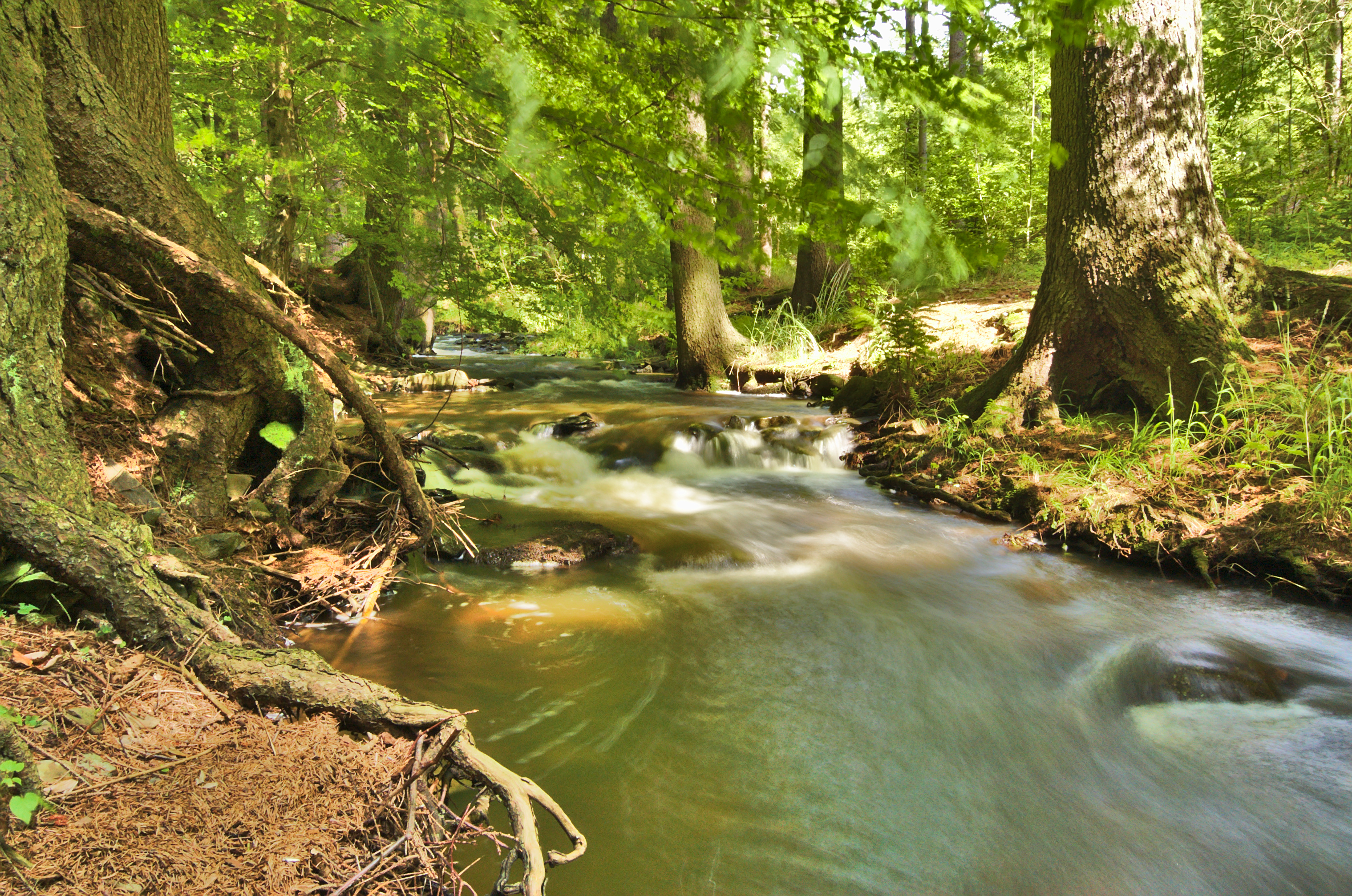
Bělá kousek od přírodní rezervace Pod Švancarkou
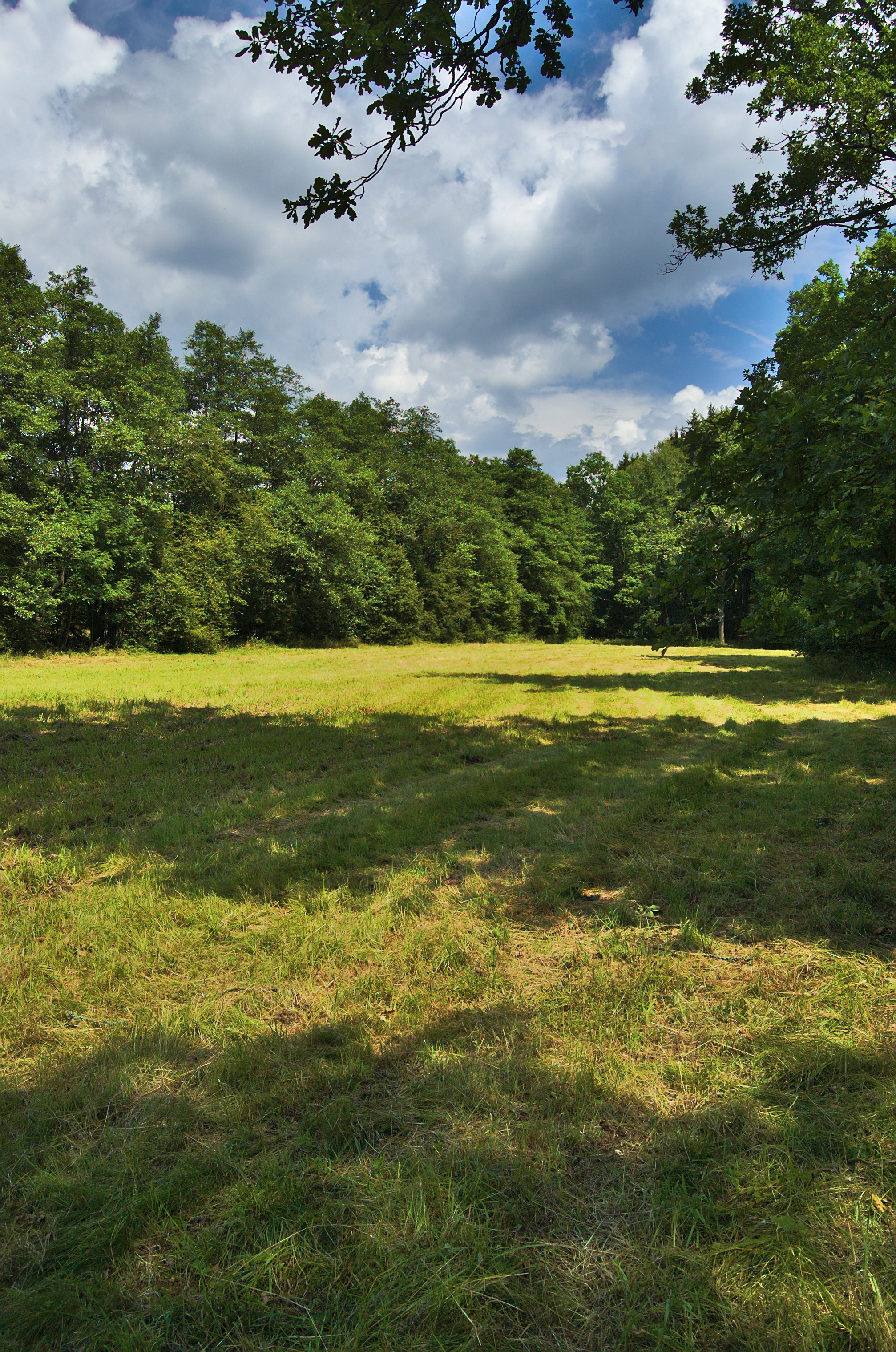
Přírodní památka Horní Bělá
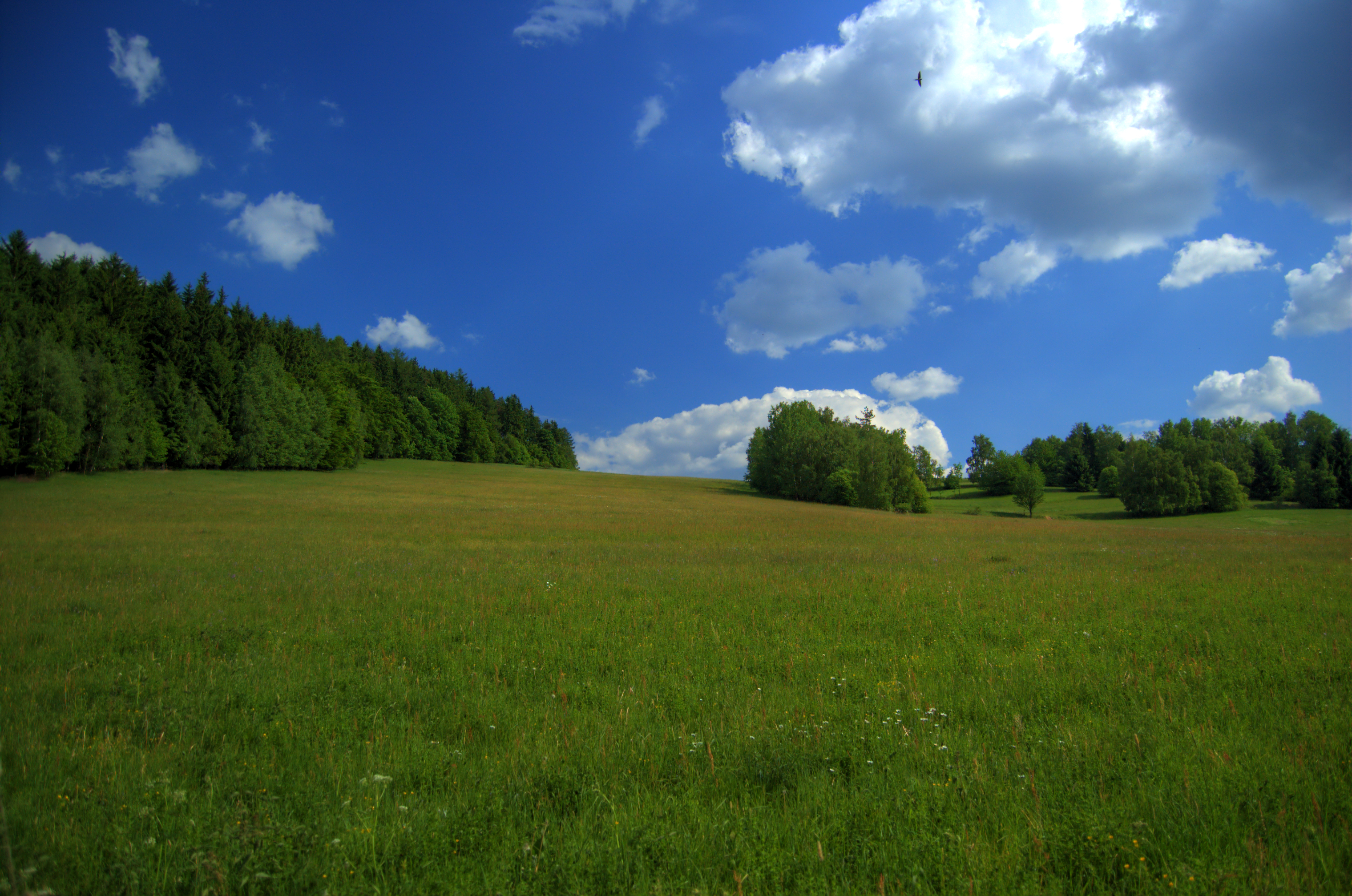
Přírodní park Řehořkovo Kořenecko - pohled směrem na Kořenec od PP Horní Bělá